# Tillandsia mixtecorum
Tillandsia mixtecorum är en gräsväxtart som beskrevs av Renate Ehlers och Koide. Tillandsia mixtecorum ingår i släktet Tillandsia och familjen Bromeliaceae. Inga underarter finns listade i Catalogue of Life.